# Atti di Filippo

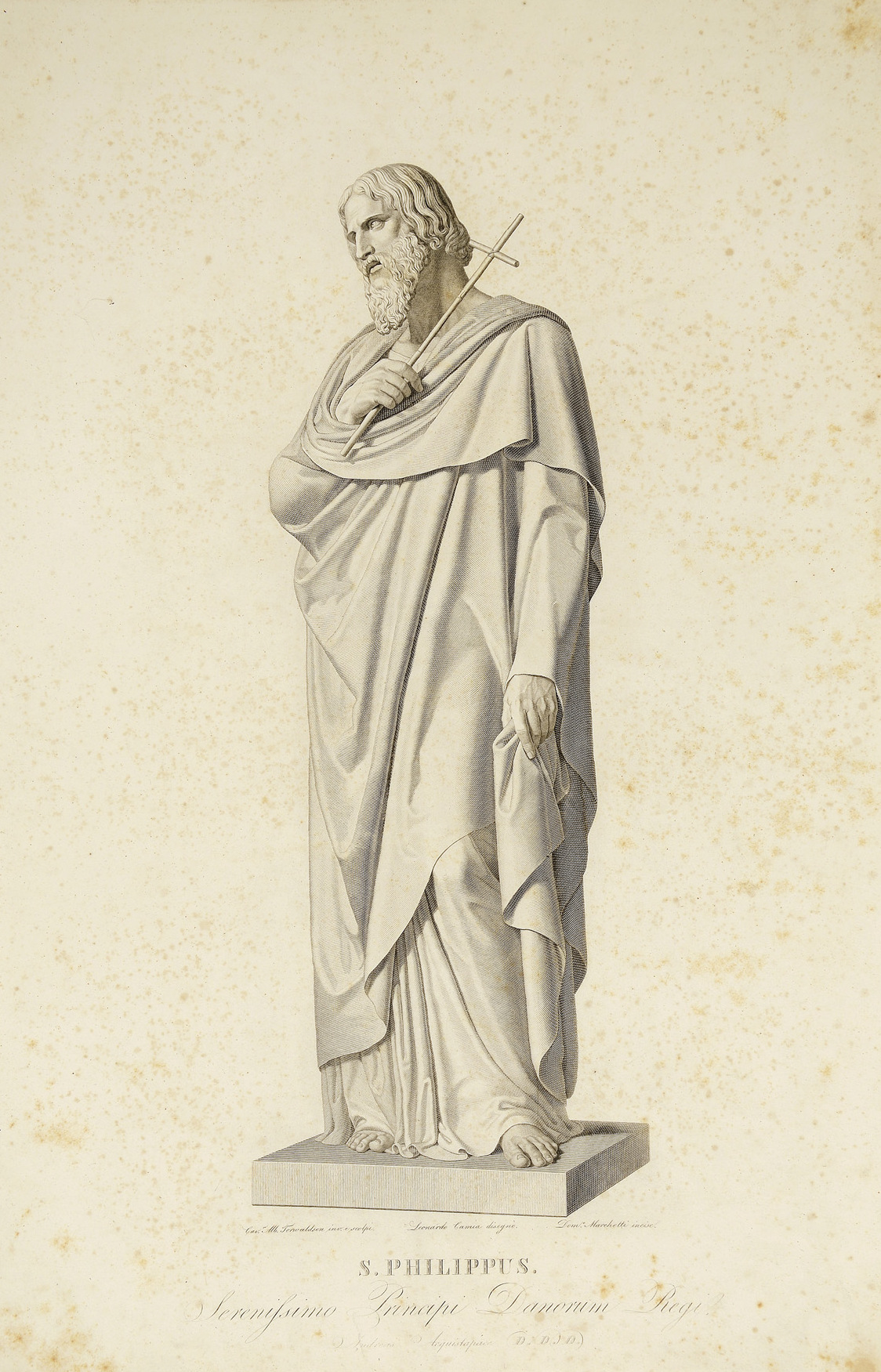
San Filippo apostolo in un ritratto di Domenico Marchetti

Gli Atti di Filippo sono un apocrifo del Nuovo Testamento relativo a Filippo, apostolo, scritto in greco nel IV secolo. Presenta influenze encratite e gnostiche.
È una raccolta eterogenea di vari 'atti' più il martirio. Per secoli ne sono stati disponibili manoscritti parziali. Nel 1974 ne è stato ritrovato un manoscritto completo dagli svizzeri François Bovon e Bertrand Bouvier in un monastero di Monte Athos, in Grecia.
Descrive la predicazione di Filippo in Grecia, Frigia, Siria, Partia (attuale Iran) e il suo martirio per crocifissione a testa in giù a Gerapoli, in Frigia.